# ダニイル・プリヴァーロフ
ダニイル・プリヴァーロフ（英: Danil Privalov、1991年6月18日 - ）は、ロシア、モスクワ出身、アゼルバイジャンのフィギュアスケート選手（男子シングル）。
2008年ヨーロッパフィギュアスケート選手権アゼルバイジャン代表。2008年世界フィギュアスケート選手権アゼルバイジャン代表。

## 主な戦績
| 大会/年          | 06-07 | 07-08 |
| ---------------- | ----- | ----- |
| 世界選手権       |       | 43    |
| 欧州選手権       |       | 27    |
| ゴールデンスピン | 9     |       |
| 世界Jr.選手権    | 31    | 32    |
| JGPクロアチア杯  |       | 15    |
| JGPハーグ        | 15    |       |
| JGP台湾杯        | 9     |       |